# Burgos (Ilocos Sur)
Pour les articles homonymes, voir Burgos (homonymie).
Burgos est une municipalité de 4e classe située dans la province d'Ilocos Sur aux Philippines. Selon le recensement de 2010 elle est peuplée de 11 679 habitants.

## Barangays
Burgos est divisée en 26 barangays.
- Ambugat
- Balugang
- Bangbangar
- Bessang
- Cabcaburao
- Cadacad
- Callitong
- Dayanki
- Lesseb
- Lubing
- Lucaban
- Luna
- Macaoayan
- Mambug
- Manaboc
- Mapanit
- Poblacion Sur (Masingit)
- Nagpanaoan
- Dirdirig (Dirdirig-Paday)
- Paduros
- Patac
- Poblacion Norte (Bato)
- Sabangan Pinggan
- Subadi Norte
- Subadi Sur
- Taliao